# Copa Libertadores 2009
Navigation
Édition précédente Édition suivante
La Copa Libertadores 2009 est la 50e édition de la Copa Libertadores. Le club vainqueur de la compétition est désigné champion d'Amérique du Sud 2009 et dispute la Coupe du monde des clubs 2009 et la Recopa Sudamericana 2010.
C'est le club argentin d'Estudiantes de La Plata qui s'impose cette année après avoir battu les Brésiliens de Cruzeiro Esporte Clube,. Il s'agit du quatrième titre en Copa Libertadores pour le club de La Plata alors que Cruzeiro perd sa deuxième finale, après celle de 1977. C'est la première fois depuis l'instauration du tour préliminaire en 2005 qu'une équipe démarrant la compétition à ce stade remporte l'épreuve. À noter que les deux clubs finalistes se trouvaient dans la même poule lors du premier tour, Cruzeiro se classant en tête. L'attaquant d'Estudiantes Mauro Boselli est sacré meilleur buteur de la compétition avec huit réalisations.
Le format de la compétition reste identique à celui mis en place en 2005. Un tour préliminaire opposant une équipe de chaque fédération (sauf la fédération du tenant du titre qui doit engager deux équipes dans ce tour préliminaire) permet aux six qualifiés de rejoindre la phase de groupes. Celle-ci se dispute à présent sous la forme de huit poules de quatre équipes. Les deux premiers de chaque groupe se qualifient pour la phase finale, qui est elle jouée en matchs aller-retour à élimination directe. La règle des buts marqués à l'extérieur en cas d'égalité sur les deux rencontres est appliquée pour cette édition, excepté pour la finale.

## Clubs engagés
Trente-huit clubs de onze1 pays différents - Argentine, Bolivie, Brésil, Chili, Colombie, Équateur, Mexique, Paraguay, Pérou, Uruguay, Venezuela - participent à la Copa Libertadores 2009. Le Mexique, qui fait partie de la CONCACAF, est invité à prendre part à la compétition alors que les dix autres pays participent de droit à l'épreuve en tant que membres de la CONMEBOL.
Les fédérations argentine et brésilienne envoient chacune cinq représentants. Quatre équipes équatoriennes, dont l'équipe du LDU Quito, qualifiée d'office après avoir remporté l'édition 2008 de la compétition, participent à l'épreuve 2009. Les fédérations de football des autres pays envoient chacune trois équipes.
| Premier tour | Premier tour | Premier tour | Premier tour | Premier tour | Premier tour | Premier tour | Premier tour | Premier tour | Premier tour | Premier tour | Premier tour | Premier tour | Premier tour | Premier tour | Premier tour |
| --- | --- | --- | --- | --- | --- | --- | --- | --- | --- | --- | --- | --- | --- | --- | --- |
| - Liga Deportiva Universitaria de Quito - Tenant du titre - Club Atlético Lanús - Vainqueur du tournoi Ouverture 2007 - Club Atlético River Plate - Vainqueur du tournoi Clôture 2008 - Club Atlético Boca Juniors - Vainqueur du tournoi Ouverture 2007 - Club Atlético San Lorenzo de Almagro - 1er au classement cumulé 2007-2008 - Universitario de Sucre - Vainqueur du Tournoi Ouverture 2008 - Club Aurora - Vainqueur du Tournoi Clôture 2008 - São Paulo Futebol Clube - Champion du Brésil 2008 - Sport Club do Recife - Vainqueur de la Copa do Brasil 2008 - Grêmio Foot-Ball Porto Alegrense - 2e du championnat du Brésil 2008 - Cruzeiro Esporte Clube - 3e du championnat du Brésil 2008 - CD Everton Viña de Mar - Vainqueur du tournoi Ouverture 2008 - Club Social y Deportivo Colo-Colo - Vainqueur du tournoi Clôture 2008 | - Liga Deportiva Universitaria de Quito - Tenant du titre - Club Atlético Lanús - Vainqueur du tournoi Ouverture 2007 - Club Atlético River Plate - Vainqueur du tournoi Clôture 2008 - Club Atlético Boca Juniors - Vainqueur du tournoi Ouverture 2007 - Club Atlético San Lorenzo de Almagro - 1er au classement cumulé 2007-2008 - Universitario de Sucre - Vainqueur du Tournoi Ouverture 2008 - Club Aurora - Vainqueur du Tournoi Clôture 2008 - São Paulo Futebol Clube - Champion du Brésil 2008 - Sport Club do Recife - Vainqueur de la Copa do Brasil 2008 - Grêmio Foot-Ball Porto Alegrense - 2e du championnat du Brésil 2008 - Cruzeiro Esporte Clube - 3e du championnat du Brésil 2008 - CD Everton Viña de Mar - Vainqueur du tournoi Ouverture 2008 - Club Social y Deportivo Colo-Colo - Vainqueur du tournoi Clôture 2008 | - Liga Deportiva Universitaria de Quito - Tenant du titre - Club Atlético Lanús - Vainqueur du tournoi Ouverture 2007 - Club Atlético River Plate - Vainqueur du tournoi Clôture 2008 - Club Atlético Boca Juniors - Vainqueur du tournoi Ouverture 2007 - Club Atlético San Lorenzo de Almagro - 1er au classement cumulé 2007-2008 - Universitario de Sucre - Vainqueur du Tournoi Ouverture 2008 - Club Aurora - Vainqueur du Tournoi Clôture 2008 - São Paulo Futebol Clube - Champion du Brésil 2008 - Sport Club do Recife - Vainqueur de la Copa do Brasil 2008 - Grêmio Foot-Ball Porto Alegrense - 2e du championnat du Brésil 2008 - Cruzeiro Esporte Clube - 3e du championnat du Brésil 2008 - CD Everton Viña de Mar - Vainqueur du tournoi Ouverture 2008 - Club Social y Deportivo Colo-Colo - Vainqueur du tournoi Clôture 2008 | - Liga Deportiva Universitaria de Quito - Tenant du titre - Club Atlético Lanús - Vainqueur du tournoi Ouverture 2007 - Club Atlético River Plate - Vainqueur du tournoi Clôture 2008 - Club Atlético Boca Juniors - Vainqueur du tournoi Ouverture 2007 - Club Atlético San Lorenzo de Almagro - 1er au classement cumulé 2007-2008 - Universitario de Sucre - Vainqueur du Tournoi Ouverture 2008 - Club Aurora - Vainqueur du Tournoi Clôture 2008 - São Paulo Futebol Clube - Champion du Brésil 2008 - Sport Club do Recife - Vainqueur de la Copa do Brasil 2008 - Grêmio Foot-Ball Porto Alegrense - 2e du championnat du Brésil 2008 - Cruzeiro Esporte Clube - 3e du championnat du Brésil 2008 - CD Everton Viña de Mar - Vainqueur du tournoi Ouverture 2008 - Club Social y Deportivo Colo-Colo - Vainqueur du tournoi Clôture 2008 | - Liga Deportiva Universitaria de Quito - Tenant du titre - Club Atlético Lanús - Vainqueur du tournoi Ouverture 2007 - Club Atlético River Plate - Vainqueur du tournoi Clôture 2008 - Club Atlético Boca Juniors - Vainqueur du tournoi Ouverture 2007 - Club Atlético San Lorenzo de Almagro - 1er au classement cumulé 2007-2008 - Universitario de Sucre - Vainqueur du Tournoi Ouverture 2008 - Club Aurora - Vainqueur du Tournoi Clôture 2008 - São Paulo Futebol Clube - Champion du Brésil 2008 - Sport Club do Recife - Vainqueur de la Copa do Brasil 2008 - Grêmio Foot-Ball Porto Alegrense - 2e du championnat du Brésil 2008 - Cruzeiro Esporte Clube - 3e du championnat du Brésil 2008 - CD Everton Viña de Mar - Vainqueur du tournoi Ouverture 2008 - Club Social y Deportivo Colo-Colo - Vainqueur du tournoi Clôture 2008 | - Liga Deportiva Universitaria de Quito - Tenant du titre - Club Atlético Lanús - Vainqueur du tournoi Ouverture 2007 - Club Atlético River Plate - Vainqueur du tournoi Clôture 2008 - Club Atlético Boca Juniors - Vainqueur du tournoi Ouverture 2007 - Club Atlético San Lorenzo de Almagro - 1er au classement cumulé 2007-2008 - Universitario de Sucre - Vainqueur du Tournoi Ouverture 2008 - Club Aurora - Vainqueur du Tournoi Clôture 2008 - São Paulo Futebol Clube - Champion du Brésil 2008 - Sport Club do Recife - Vainqueur de la Copa do Brasil 2008 - Grêmio Foot-Ball Porto Alegrense - 2e du championnat du Brésil 2008 - Cruzeiro Esporte Clube - 3e du championnat du Brésil 2008 - CD Everton Viña de Mar - Vainqueur du tournoi Ouverture 2008 - Club Social y Deportivo Colo-Colo - Vainqueur du tournoi Clôture 2008 | - Liga Deportiva Universitaria de Quito - Tenant du titre - Club Atlético Lanús - Vainqueur du tournoi Ouverture 2007 - Club Atlético River Plate - Vainqueur du tournoi Clôture 2008 - Club Atlético Boca Juniors - Vainqueur du tournoi Ouverture 2007 - Club Atlético San Lorenzo de Almagro - 1er au classement cumulé 2007-2008 - Universitario de Sucre - Vainqueur du Tournoi Ouverture 2008 - Club Aurora - Vainqueur du Tournoi Clôture 2008 - São Paulo Futebol Clube - Champion du Brésil 2008 - Sport Club do Recife - Vainqueur de la Copa do Brasil 2008 - Grêmio Foot-Ball Porto Alegrense - 2e du championnat du Brésil 2008 - Cruzeiro Esporte Clube - 3e du championnat du Brésil 2008 - CD Everton Viña de Mar - Vainqueur du tournoi Ouverture 2008 - Club Social y Deportivo Colo-Colo - Vainqueur du tournoi Clôture 2008 | - Liga Deportiva Universitaria de Quito - Tenant du titre - Club Atlético Lanús - Vainqueur du tournoi Ouverture 2007 - Club Atlético River Plate - Vainqueur du tournoi Clôture 2008 - Club Atlético Boca Juniors - Vainqueur du tournoi Ouverture 2007 - Club Atlético San Lorenzo de Almagro - 1er au classement cumulé 2007-2008 - Universitario de Sucre - Vainqueur du Tournoi Ouverture 2008 - Club Aurora - Vainqueur du Tournoi Clôture 2008 - São Paulo Futebol Clube - Champion du Brésil 2008 - Sport Club do Recife - Vainqueur de la Copa do Brasil 2008 - Grêmio Foot-Ball Porto Alegrense - 2e du championnat du Brésil 2008 - Cruzeiro Esporte Clube - 3e du championnat du Brésil 2008 - CD Everton Viña de Mar - Vainqueur du tournoi Ouverture 2008 - Club Social y Deportivo Colo-Colo - Vainqueur du tournoi Clôture 2008 | - Boyacá Chicó Fútbol Club - Vainqueur du tournoi Ouverture 2008 - Corporación Deportiva América Cali - Vainqueur du tournoi Clôture 2008 - Sociedad Deportivo Quito - Champion d'Équateur 2008 - San Luis FC - 1er de la saison régulière du tournoi Ouverture 2008 - Chivas de Guadalajara - Vainqueur de l'InterLiga 2009 - Club Libertad - Vainqueur des tournois d'Ouverture 2008 et de Clôture 2008 - Club Guaraní - 2e au classement cumulé 2008 - Club Universitario de Deportes - Vainqueur du tournoi Ouverture 2008 - Club Deportivo Universidad San Martín de Porres - Vainqueur du tournoi Clôture 2008 - Defensor Sporting Club - Champion d'Uruguay 2007-2008 - Club Nacional de Football - Vainqueur de la Liguilla pré-Libertadores 2008 - Deportivo Táchira FC - Champion du Venezuela 2007-2008 - Caracas Futbol Club - Vice-champion du Venezuela 2007-2008 | - Boyacá Chicó Fútbol Club - Vainqueur du tournoi Ouverture 2008 - Corporación Deportiva América Cali - Vainqueur du tournoi Clôture 2008 - Sociedad Deportivo Quito - Champion d'Équateur 2008 - San Luis FC - 1er de la saison régulière du tournoi Ouverture 2008 - Chivas de Guadalajara - Vainqueur de l'InterLiga 2009 - Club Libertad - Vainqueur des tournois d'Ouverture 2008 et de Clôture 2008 - Club Guaraní - 2e au classement cumulé 2008 - Club Universitario de Deportes - Vainqueur du tournoi Ouverture 2008 - Club Deportivo Universidad San Martín de Porres - Vainqueur du tournoi Clôture 2008 - Defensor Sporting Club - Champion d'Uruguay 2007-2008 - Club Nacional de Football - Vainqueur de la Liguilla pré-Libertadores 2008 - Deportivo Táchira FC - Champion du Venezuela 2007-2008 - Caracas Futbol Club - Vice-champion du Venezuela 2007-2008 | - Boyacá Chicó Fútbol Club - Vainqueur du tournoi Ouverture 2008 - Corporación Deportiva América Cali - Vainqueur du tournoi Clôture 2008 - Sociedad Deportivo Quito - Champion d'Équateur 2008 - San Luis FC - 1er de la saison régulière du tournoi Ouverture 2008 - Chivas de Guadalajara - Vainqueur de l'InterLiga 2009 - Club Libertad - Vainqueur des tournois d'Ouverture 2008 et de Clôture 2008 - Club Guaraní - 2e au classement cumulé 2008 - Club Universitario de Deportes - Vainqueur du tournoi Ouverture 2008 - Club Deportivo Universidad San Martín de Porres - Vainqueur du tournoi Clôture 2008 - Defensor Sporting Club - Champion d'Uruguay 2007-2008 - Club Nacional de Football - Vainqueur de la Liguilla pré-Libertadores 2008 - Deportivo Táchira FC - Champion du Venezuela 2007-2008 - Caracas Futbol Club - Vice-champion du Venezuela 2007-2008 | - Boyacá Chicó Fútbol Club - Vainqueur du tournoi Ouverture 2008 - Corporación Deportiva América Cali - Vainqueur du tournoi Clôture 2008 - Sociedad Deportivo Quito - Champion d'Équateur 2008 - San Luis FC - 1er de la saison régulière du tournoi Ouverture 2008 - Chivas de Guadalajara - Vainqueur de l'InterLiga 2009 - Club Libertad - Vainqueur des tournois d'Ouverture 2008 et de Clôture 2008 - Club Guaraní - 2e au classement cumulé 2008 - Club Universitario de Deportes - Vainqueur du tournoi Ouverture 2008 - Club Deportivo Universidad San Martín de Porres - Vainqueur du tournoi Clôture 2008 - Defensor Sporting Club - Champion d'Uruguay 2007-2008 - Club Nacional de Football - Vainqueur de la Liguilla pré-Libertadores 2008 - Deportivo Táchira FC - Champion du Venezuela 2007-2008 - Caracas Futbol Club - Vice-champion du Venezuela 2007-2008 | - Boyacá Chicó Fútbol Club - Vainqueur du tournoi Ouverture 2008 - Corporación Deportiva América Cali - Vainqueur du tournoi Clôture 2008 - Sociedad Deportivo Quito - Champion d'Équateur 2008 - San Luis FC - 1er de la saison régulière du tournoi Ouverture 2008 - Chivas de Guadalajara - Vainqueur de l'InterLiga 2009 - Club Libertad - Vainqueur des tournois d'Ouverture 2008 et de Clôture 2008 - Club Guaraní - 2e au classement cumulé 2008 - Club Universitario de Deportes - Vainqueur du tournoi Ouverture 2008 - Club Deportivo Universidad San Martín de Porres - Vainqueur du tournoi Clôture 2008 - Defensor Sporting Club - Champion d'Uruguay 2007-2008 - Club Nacional de Football - Vainqueur de la Liguilla pré-Libertadores 2008 - Deportivo Táchira FC - Champion du Venezuela 2007-2008 - Caracas Futbol Club - Vice-champion du Venezuela 2007-2008 | - Boyacá Chicó Fútbol Club - Vainqueur du tournoi Ouverture 2008 - Corporación Deportiva América Cali - Vainqueur du tournoi Clôture 2008 - Sociedad Deportivo Quito - Champion d'Équateur 2008 - San Luis FC - 1er de la saison régulière du tournoi Ouverture 2008 - Chivas de Guadalajara - Vainqueur de l'InterLiga 2009 - Club Libertad - Vainqueur des tournois d'Ouverture 2008 et de Clôture 2008 - Club Guaraní - 2e au classement cumulé 2008 - Club Universitario de Deportes - Vainqueur du tournoi Ouverture 2008 - Club Deportivo Universidad San Martín de Porres - Vainqueur du tournoi Clôture 2008 - Defensor Sporting Club - Champion d'Uruguay 2007-2008 - Club Nacional de Football - Vainqueur de la Liguilla pré-Libertadores 2008 - Deportivo Táchira FC - Champion du Venezuela 2007-2008 - Caracas Futbol Club - Vice-champion du Venezuela 2007-2008 | - Boyacá Chicó Fútbol Club - Vainqueur du tournoi Ouverture 2008 - Corporación Deportiva América Cali - Vainqueur du tournoi Clôture 2008 - Sociedad Deportivo Quito - Champion d'Équateur 2008 - San Luis FC - 1er de la saison régulière du tournoi Ouverture 2008 - Chivas de Guadalajara - Vainqueur de l'InterLiga 2009 - Club Libertad - Vainqueur des tournois d'Ouverture 2008 et de Clôture 2008 - Club Guaraní - 2e au classement cumulé 2008 - Club Universitario de Deportes - Vainqueur du tournoi Ouverture 2008 - Club Deportivo Universidad San Martín de Porres - Vainqueur du tournoi Clôture 2008 - Defensor Sporting Club - Champion d'Uruguay 2007-2008 - Club Nacional de Football - Vainqueur de la Liguilla pré-Libertadores 2008 - Deportivo Táchira FC - Champion du Venezuela 2007-2008 - Caracas Futbol Club - Vice-champion du Venezuela 2007-2008 | - Boyacá Chicó Fútbol Club - Vainqueur du tournoi Ouverture 2008 - Corporación Deportiva América Cali - Vainqueur du tournoi Clôture 2008 - Sociedad Deportivo Quito - Champion d'Équateur 2008 - San Luis FC - 1er de la saison régulière du tournoi Ouverture 2008 - Chivas de Guadalajara - Vainqueur de l'InterLiga 2009 - Club Libertad - Vainqueur des tournois d'Ouverture 2008 et de Clôture 2008 - Club Guaraní - 2e au classement cumulé 2008 - Club Universitario de Deportes - Vainqueur du tournoi Ouverture 2008 - Club Deportivo Universidad San Martín de Porres - Vainqueur du tournoi Clôture 2008 - Defensor Sporting Club - Champion d'Uruguay 2007-2008 - Club Nacional de Football - Vainqueur de la Liguilla pré-Libertadores 2008 - Deportivo Táchira FC - Champion du Venezuela 2007-2008 - Caracas Futbol Club - Vice-champion du Venezuela 2007-2008 |
| Tour préliminaire | | | | | | | | | | | | | | | |
| - Estudiantes de La Plata - 2e au classement cumulé 2007-2008 - Club Bamin Real Potosí - Vainqueur du barrage pré-Libertadores 2008 - Sociedade Esportiva Palmeiras - 4e du championnat du Brésil 2008 - CF Universidad de Chile - 1er de la première phase du tournoi Clôture 2008 - Independiente Medellin - 2e au classement cumulé 2008 - Club Deportivo Cuenca - 3e du championnat d'Équateur 2008 | - Estudiantes de La Plata - 2e au classement cumulé 2007-2008 - Club Bamin Real Potosí - Vainqueur du barrage pré-Libertadores 2008 - Sociedade Esportiva Palmeiras - 4e du championnat du Brésil 2008 - CF Universidad de Chile - 1er de la première phase du tournoi Clôture 2008 - Independiente Medellin - 2e au classement cumulé 2008 - Club Deportivo Cuenca - 3e du championnat d'Équateur 2008 | - Estudiantes de La Plata - 2e au classement cumulé 2007-2008 - Club Bamin Real Potosí - Vainqueur du barrage pré-Libertadores 2008 - Sociedade Esportiva Palmeiras - 4e du championnat du Brésil 2008 - CF Universidad de Chile - 1er de la première phase du tournoi Clôture 2008 - Independiente Medellin - 2e au classement cumulé 2008 - Club Deportivo Cuenca - 3e du championnat d'Équateur 2008 | - Estudiantes de La Plata - 2e au classement cumulé 2007-2008 - Club Bamin Real Potosí - Vainqueur du barrage pré-Libertadores 2008 - Sociedade Esportiva Palmeiras - 4e du championnat du Brésil 2008 - CF Universidad de Chile - 1er de la première phase du tournoi Clôture 2008 - Independiente Medellin - 2e au classement cumulé 2008 - Club Deportivo Cuenca - 3e du championnat d'Équateur 2008 | - Estudiantes de La Plata - 2e au classement cumulé 2007-2008 - Club Bamin Real Potosí - Vainqueur du barrage pré-Libertadores 2008 - Sociedade Esportiva Palmeiras - 4e du championnat du Brésil 2008 - CF Universidad de Chile - 1er de la première phase du tournoi Clôture 2008 - Independiente Medellin - 2e au classement cumulé 2008 - Club Deportivo Cuenca - 3e du championnat d'Équateur 2008 | - Estudiantes de La Plata - 2e au classement cumulé 2007-2008 - Club Bamin Real Potosí - Vainqueur du barrage pré-Libertadores 2008 - Sociedade Esportiva Palmeiras - 4e du championnat du Brésil 2008 - CF Universidad de Chile - 1er de la première phase du tournoi Clôture 2008 - Independiente Medellin - 2e au classement cumulé 2008 - Club Deportivo Cuenca - 3e du championnat d'Équateur 2008 | - Estudiantes de La Plata - 2e au classement cumulé 2007-2008 - Club Bamin Real Potosí - Vainqueur du barrage pré-Libertadores 2008 - Sociedade Esportiva Palmeiras - 4e du championnat du Brésil 2008 - CF Universidad de Chile - 1er de la première phase du tournoi Clôture 2008 - Independiente Medellin - 2e au classement cumulé 2008 - Club Deportivo Cuenca - 3e du championnat d'Équateur 2008 | - Estudiantes de La Plata - 2e au classement cumulé 2007-2008 - Club Bamin Real Potosí - Vainqueur du barrage pré-Libertadores 2008 - Sociedade Esportiva Palmeiras - 4e du championnat du Brésil 2008 - CF Universidad de Chile - 1er de la première phase du tournoi Clôture 2008 - Independiente Medellin - 2e au classement cumulé 2008 - Club Deportivo Cuenca - 3e du championnat d'Équateur 2008 | - Club Deportivo El Nacional - 4e du championnat d'Équateur 2008 - Club de Fútbol Pachuca - 2e de l’InterLiga 2009 - Club Nacional - 3e au classement cumulé 2008 - Club Sporting Cristal - 2e au classement cumulé 2008 - Club Atlético Peñarol - 3e de la Liguilla pré-Libertadores 2008 - Deportivo Anzoátegui - 3e au classement cumulé 2007-2008 | - Club Deportivo El Nacional - 4e du championnat d'Équateur 2008 - Club de Fútbol Pachuca - 2e de l’InterLiga 2009 - Club Nacional - 3e au classement cumulé 2008 - Club Sporting Cristal - 2e au classement cumulé 2008 - Club Atlético Peñarol - 3e de la Liguilla pré-Libertadores 2008 - Deportivo Anzoátegui - 3e au classement cumulé 2007-2008 | - Club Deportivo El Nacional - 4e du championnat d'Équateur 2008 - Club de Fútbol Pachuca - 2e de l’InterLiga 2009 - Club Nacional - 3e au classement cumulé 2008 - Club Sporting Cristal - 2e au classement cumulé 2008 - Club Atlético Peñarol - 3e de la Liguilla pré-Libertadores 2008 - Deportivo Anzoátegui - 3e au classement cumulé 2007-2008 | - Club Deportivo El Nacional - 4e du championnat d'Équateur 2008 - Club de Fútbol Pachuca - 2e de l’InterLiga 2009 - Club Nacional - 3e au classement cumulé 2008 - Club Sporting Cristal - 2e au classement cumulé 2008 - Club Atlético Peñarol - 3e de la Liguilla pré-Libertadores 2008 - Deportivo Anzoátegui - 3e au classement cumulé 2007-2008 | - Club Deportivo El Nacional - 4e du championnat d'Équateur 2008 - Club de Fútbol Pachuca - 2e de l’InterLiga 2009 - Club Nacional - 3e au classement cumulé 2008 - Club Sporting Cristal - 2e au classement cumulé 2008 - Club Atlético Peñarol - 3e de la Liguilla pré-Libertadores 2008 - Deportivo Anzoátegui - 3e au classement cumulé 2007-2008 | - Club Deportivo El Nacional - 4e du championnat d'Équateur 2008 - Club de Fútbol Pachuca - 2e de l’InterLiga 2009 - Club Nacional - 3e au classement cumulé 2008 - Club Sporting Cristal - 2e au classement cumulé 2008 - Club Atlético Peñarol - 3e de la Liguilla pré-Libertadores 2008 - Deportivo Anzoátegui - 3e au classement cumulé 2007-2008 | - Club Deportivo El Nacional - 4e du championnat d'Équateur 2008 - Club de Fútbol Pachuca - 2e de l’InterLiga 2009 - Club Nacional - 3e au classement cumulé 2008 - Club Sporting Cristal - 2e au classement cumulé 2008 - Club Atlético Peñarol - 3e de la Liguilla pré-Libertadores 2008 - Deportivo Anzoátegui - 3e au classement cumulé 2007-2008 | - Club Deportivo El Nacional - 4e du championnat d'Équateur 2008 - Club de Fútbol Pachuca - 2e de l’InterLiga 2009 - Club Nacional - 3e au classement cumulé 2008 - Club Sporting Cristal - 2e au classement cumulé 2008 - Club Atlético Peñarol - 3e de la Liguilla pré-Libertadores 2008 - Deportivo Anzoátegui - 3e au classement cumulé 2007-2008 |

## Compétition

### Tour préliminaire
Douze équipes disputent un tour préliminaire en match aller-retour. Les vainqueurs des six rencontres rejoignent les 26 clubs directement qualifiés pour la phase de groupes. Les rencontres se disputent entre le 27 janvier et le 5 février 2009.
| Équipe 1                      | Résultat | Équipe 2                | Aller | Retour |
| ----------------------------- | -------- | ----------------------- | ----- | ------ |
| Independiente Medellín        | 4 - 0    | Club Atlético Peñarol   | 4 - 0 | 0 - 0  |
| Club Sporting Cristal         | 2 - 2e   | Estudiantes de La Plata | 2 - 1 | 0 - 1  |
| Club Deportivo El Nacional    | 3 - 8    | Club Nacional           | 0 - 5 | 3 - 3  |
| Deportivo Anzoátegui          | 2 - 3    | Club Deportivo Cuenca   | 2 - 0 | 0 - 3  |
| Sociedade Esportiva Palmeiras | 7 - 1    | Club Bamin Real Potosí  | 5 - 1 | 2 - 0  |
| CF Universidad de Chile       | 2e - 2   | Club de Fútbol Pachuca  | 1 - 0 | 1 - 2  |

### Premier tour
| Rang | Équipe                        | Pts | J | G | N | P | Bp | Bc | Diff |  | Résultats (▼ dom., ► ext.)    |     |     |     |     |
| ---- | ----------------------------- | --- | - | - | - | - | -- | -- | ---- |  | ----------------------------- | --- | --- | --- | --- |
| 1    | Sport Club do Recife          | 13  | 6 | 4 | 1 | 1 | 10 | 7  | +3   |  | Sport Club do Recife          |     | 0-2 | 2-1 | 2-0 |
| 2    | Sociedade Esportiva Palmeiras | 10  | 6 | 3 | 1 | 2 | 9  | 7  | +2   |  | Sociedade Esportiva Palmeiras | 1-1 |     | 1-3 | 2-0 |
| 3    | CSD Colo-Colo                 | 7   | 6 | 2 | 1 | 3 | 9  | 7  | +2   |  | CSD Colo-Colo                 | 1-2 | 0-1 |     | 3-0 |
| 4    | LDU QuitoT                    | 4   | 6 | 1 | 1 | 4 | 6  | 13 | -7   |  | LDU QuitoT                    | 2-3 | 3-2 | 1-1 |     |

| Rang | Équipe                     | Pts | J | G | N | P | Bp | Bc | Diff |  | Résultats (▼ dom., ► ext.) |     |     |     |     |
| ---- | -------------------------- | --- | - | - | - | - | -- | -- | ---- |  | -------------------------- | --- | --- | --- | --- |
| 1    | Club Atlético Boca Juniors | 15  | 6 | 5 | 0 | 1 | 11 | 3  | +8   |  | Club Atlético Boca Juniors |     | 1-0 | 3-0 | 3-1 |
| 2    | Club Deportivo Cuenca      | 10  | 6 | 3 | 1 | 2 | 9  | 4  | +5   |  | Club Deportivo Cuenca      | 1-0 |     | 3-1 | 4-0 |
| 3    | Deportivo Táchira FC       | 9   | 6 | 3 | 0 | 3 | 6  | 9  | -3   |  | Deportivo Táchira FC       | 0-1 | 1-0 |     | 2-1 |
| 4    | Club Guaraní               | 1   | 6 | 0 | 1 | 5 | 5  | 15 | -10  |  | Club Guaraní               | 1-3 | 1-1 | 1-2 |     |

| Rang | Équipe                    | Pts | J | G | N | P | Bp | Bc | Diff |  | Résultats (▼ dom., ► ext.) |     |     |     |     |
| ---- | ------------------------- | --- | - | - | - | - | -- | -- | ---- |  | -------------------------- | --- | --- | --- | --- |
| 1    | Club Nacional de Football | 14  | 6 | 4 | 2 | 0 | 12 | 3  | +9   |  | Club Nacional de Football  |     | 2-1 | 3-0 | 3-1 |
| 2    | CD Universidad San Martin | 8   | 6 | 2 | 2 | 2 | 7  | 9  | -2   |  | CD Universidad San Martin  | 1-1 |     | 2-1 | 2-1 |
| 3    | Club Atlético River Plate | 7   | 6 | 2 | 1 | 3 | 7  | 9  | -2   |  | Club Atlético River Plate  | 0-0 | 3-0 |     | 1-0 |
| 4    | Club Nacional             | 4   | 6 | 1 | 1 | 4 | 7  | 12 | -5   |  | Club Nacional              | 0-3 | 1-1 | 4-2 |     |

| Rang | Équipe                  | Pts | J | G | N | P | Bp | Bc | Diff |  | Résultats (▼ dom., ► ext.) |     |     |     |     |
| ---- | ----------------------- | --- | - | - | - | - | -- | -- | ---- |  | -------------------------- | --- | --- | --- | --- |
| 1    | São Paulo Futebol Clube | 13  | 6 | 4 | 1 | 1 | 10 | 6  | +4   |  | São Paulo Futebol Clube    |     | 2-1 | 1-1 | 2-1 |
| 2    | Defensor Sporting Club  | 8   | 6 | 2 | 2 | 2 | 5  | 5  | 0    |  | Defensor Sporting Club     | 0-1 |     | 4-3 | 1-0 |
| 3    | Independiente Medellín  | 7   | 6 | 1 | 4 | 1 | 7  | 7  | 0    |  | Independiente Medellín     | 2-1 | 0-0 |     | 0-0 |
| 4    | América Cali            | 3   | 6 | 0 | 3 | 3 | 3  | 7  | -4   |  | América Cali               | 1-3 | 0-0 | 1-1 |     |

| Rang | Équipe                   | Pts | J | G | N | P | Bp | Bc | Diff |  | Résultats (▼ dom., ► ext.) |     |     |     |     |
| ---- | ------------------------ | --- | - | - | - | - | -- | -- | ---- |  | -------------------------- | --- | --- | --- | --- |
| 1    | Cruzeiro Esporte Clube   | 13  | 6 | 4 | 1 | 1 | 9  | 5  | +4   |  | Cruzeiro Esporte Clube     |     | 3-0 | 2-0 | 2-0 |
| 2    | Estudiantes de La Plata  | 10  | 6 | 3 | 1 | 2 | 9  | 4  | +5   |  | Estudiantes de La Plata    | 4-0 |     | 4-0 | 1-0 |
| 3    | Sociedad Deportivo Quito | 8   | 6 | 2 | 2 | 2 | 6  | 9  | -3   |  | Sociedad Deportivo Quito   | 1-1 | 1-0 |     | 3-1 |
| 4    | Universitario de Sucre   | 2   | 6 | 0 | 2 | 4 | 2  | 8  | -6   |  | Universitario de Sucre     | 0-1 | 0-0 | 1-1 |     |

| Rang | Équipe                | Pts | J | G | N | P | Bp | Bc | Diff |  | Résultats (▼ dom., ► ext.) |     |     |     |     |
| ---- | --------------------- | --- | - | - | - | - | -- | -- | ---- |  | -------------------------- | --- | --- | --- | --- |
| 1    | Caracas Futbol Club   | 10  | 6 | 3 | 1 | 2 | 7  | 4  | +3   |  | Caracas Futbol Club        |     | 2-0 | 1-0 | 3-1 |
| 2    | Chivas de Guadalajara | 9   | 6 | 2 | 3 | 1 | 10 | 7  | +3   |  | Chivas de Guadalajara      | 1-0 |     | 6-2 | 1-1 |
| 3    | CD Everton            | 8   | 6 | 2 | 2 | 2 | 7  | 10 | -3   |  | CD Everton                 | 1-0 | 1-1 |     | 1-1 |
| 4    | Club Atlético Lanús   | 4   | 6 | 0 | 4 | 2 | 6  | 9  | -3   |  | Club Atlético Lanús        | 1-1 | 1-1 | 1-2 |     |

| Rang | Équipe                  | Pts | J | G | N | P | Bp | Bc | Diff |  | Résultats (▼ dom., ► ext.) |     |     |     |     |
| ---- | ----------------------- | --- | - | - | - | - | -- | -- | ---- |  | -------------------------- | --- | --- | --- | --- |
| 1    | Grêmio FBPA             | 16  | 6 | 5 | 1 | 0 | 11 | 1  | +10  |  | Grêmio FBPA                |     | 0-0 | 3-0 | 3-0 |
| 2    | CF Universidad de Chile | 10  | 6 | 3 | 1 | 2 | 8  | 6  | +2   |  | CF Universidad de Chile    | 0-2 |     | 3-0 | 3-0 |
| 3    | Boyacá Chicó            | 9   | 6 | 3 | 0 | 3 | 8  | 8  | 0    |  | Boyacá Chicó               | 0-1 | 3-0 |     | 2-1 |
| 4    | Club Aurora             | 0   | 6 | 0 | 0 | 6 | 3  | 15 | -12  |  | Club Aurora                | 1-2 | 1-2 | 0-3 |     |

| Rang | Équipe                         | Pts | J | G | N | P | Bp | Bc | Diff |  | Résultats (▼ dom., ► ext.)     |     |     |     |     |
| ---- | ------------------------------ | --- | - | - | - | - | -- | -- | ---- |  | ------------------------------ | --- | --- | --- | --- |
| 1    | Club Libertad                  | 12  | 6 | 4 | 0 | 2 | 7  | 5  | +2   |  | Club Libertad                  |     | 0-2 | 2-1 | 2-0 |
| 2    | San Luis FC                    | 8   | 6 | 2 | 2 | 2 | 7  | 7  | 0    |  | San Luis FC                    | 0-1 |     | 2-2 | 2-0 |
| 3    | Club Universitario de Deportes | 8   | 6 | 2 | 2 | 2 | 6  | 7  | -1   |  | Club Universitario de Deportes | 2-1 | 0-0 |     | 1-0 |
| 4    | CA San Lorenzo                 | 6   | 6 | 2 | 0 | 4 | 6  | 7  | -1   |  | CA San Lorenzo                 | 0-1 | 4-1 | 2-0 |     |

### Tableau final
Il n'y a pas de tirage au sort pour la phase finale. Les seize qualifiés sont classés en fonction de leurs résultats lors du premier tour (les premiers de 1 à 8, les seconds de 9 à 16) et un tableau est créé avec les affiches déjà connues.
| Rang | Équipe                     | Pts | J | G | N | P | Bp | Bc | Diff |
| ---- | -------------------------- | --- | - | - | - | - | -- | -- | ---- |
| 1    | Grêmio FBPA                | 16  | 6 | 5 | 1 | 0 | 11 | 1  | +10  |
| 2    | Club Atlético Boca Juniors | 15  | 6 | 5 | 0 | 1 | 11 | 3  | +8   |
| 3    | Club Nacional de Football  | 14  | 6 | 4 | 2 | 0 | 12 | 3  | +9   |
| 4    | São Paulo Futebol Clube    | 13  | 6 | 4 | 1 | 1 | 10 | 6  | +4   |
| 5    | Cruzeiro Esporte Clube     | 13  | 6 | 4 | 1 | 1 | 9  | 5  | +4   |
| 6    | Sport Club do Recife       | 13  | 6 | 4 | 1 | 1 | 10 | 7  | +3   |
| 7    | Club Libertad              | 12  | 6 | 4 | 0 | 2 | 7  | 5  | +2   |
| 8    | Caracas Futbol Club        | 10  | 6 | 3 | 1 | 2 | 7  | 4  | +3   |

| Rang | Équipe                        | Pts | J | G | N | P | Bp | Bc | Diff |
| ---- | ----------------------------- | --- | - | - | - | - | -- | -- | ---- |
| 9    | Club Deportivo Cuenca         | 10  | 6 | 3 | 1 | 2 | 9  | 4  | +5   |
| 10   | Estudiantes de La Plata       | 10  | 6 | 3 | 1 | 2 | 9  | 4  | +5   |
| 11   | Sociedade Esportiva Palmeiras | 10  | 6 | 3 | 1 | 2 | 9  | 7  | +2   |
| 12   | CF Universidad de Chile       | 10  | 6 | 3 | 1 | 2 | 8  | 6  | +2   |
| 13   | Chivas de Guadalajara         | 9   | 6 | 2 | 3 | 1 | 9  | 6  | +3   |
| 14   | San Luis FC                   | 8   | 6 | 2 | 2 | 2 | 7  | 7  | 0    |
| 15   | Defensor Sporting Club        | 8   | 6 | 2 | 2 | 2 | 5  | 5  | 0    |
| 16   | CD Universidad San Martin     | 8   | 6 | 2 | 2 | 2 | 7  | 9  | -2   |

### Phase à élimination directe
Les clubs mexicains de San Luis FC et Chivas de Guadalajara, qualifiés pour les huitièmes de finale à l'issue de la phase de groupes, se retirent de la Copa Libertadores en raison de la « grippe mexicaine ». Les clubs de Nacional Montevideo et São Paulo FC sont ainsi directement qualifiés pour les quarts de finale,.
|  | Huitièmes de finale | Huitièmes de finale           | Huitièmes de finale       | Huitièmes de finale       |                               |                               | Quarts de finale       | Quarts de finale       | Quarts de finale       | Quarts de finale       |  |  | Demi-finales                | Demi-finales                | Demi-finales                | Demi-finales                |  |  | Finale               | Finale               | Finale               | Finale               |
|  |                     |                               |                           |                           |                               |                               |                        |                        |                        |                        |  |  |                             |                             |                             |                             |  |  |                      |                      |                      |                      |
|  | 14 et 21 mai 2009   | 14 et 21 mai 2009             | 14 et 21 mai 2009         | 14 et 21 mai 2009         |                               |                               | 28 mai et 18 juin 2009 | 28 mai et 18 juin 2009 | 28 mai et 18 juin 2009 | 28 mai et 18 juin 2009 |  |  | 25 juin et 1er juillet 2009 | 25 juin et 1er juillet 2009 | 25 juin et 1er juillet 2009 | 25 juin et 1er juillet 2009 |  |  | 8 et 15 juillet 2009 | 8 et 15 juillet 2009 | 8 et 15 juillet 2009 | 8 et 15 juillet 2009 |
|  | 15                  | Defensor Sporting Club        | 2                         | 1                         |                               |                               | 28 mai et 18 juin 2009 | 28 mai et 18 juin 2009 | 28 mai et 18 juin 2009 | 28 mai et 18 juin 2009 |  |  | 25 juin et 1er juillet 2009 | 25 juin et 1er juillet 2009 | 25 juin et 1er juillet 2009 | 25 juin et 1er juillet 2009 |  |  | 8 et 15 juillet 2009 | 8 et 15 juillet 2009 | 8 et 15 juillet 2009 | 8 et 15 juillet 2009 |
|  | 15                  | Defensor Sporting Club        | 2                         | 1                         |                               |                               | 28 mai et 18 juin 2009 | 28 mai et 18 juin 2009 | 28 mai et 18 juin 2009 | 28 mai et 18 juin 2009 |  |  | 25 juin et 1er juillet 2009 | 25 juin et 1er juillet 2009 | 25 juin et 1er juillet 2009 | 25 juin et 1er juillet 2009 |  |  | 8 et 15 juillet 2009 | 8 et 15 juillet 2009 | 8 et 15 juillet 2009 | 8 et 15 juillet 2009 |
|  | 2                   | Club Atlético Boca Juniors    | 2                         | 0                         |                               |                               | 28 mai et 18 juin 2009 | 28 mai et 18 juin 2009 | 28 mai et 18 juin 2009 | 28 mai et 18 juin 2009 |  |  | 25 juin et 1er juillet 2009 | 25 juin et 1er juillet 2009 | 25 juin et 1er juillet 2009 | 25 juin et 1er juillet 2009 |  |  | 8 et 15 juillet 2009 | 8 et 15 juillet 2009 | 8 et 15 juillet 2009 | 8 et 15 juillet 2009 |
|  | 2                   | Club Atlético Boca Juniors    | 2                         | 0                         | Defensor Sporting Club        | Defensor Sporting Club        | 0                      | 0                      |                        |                        |  |  | 25 juin et 1er juillet 2009 | 25 juin et 1er juillet 2009 | 25 juin et 1er juillet 2009 | 25 juin et 1er juillet 2009 |  |  | 8 et 15 juillet 2009 | 8 et 15 juillet 2009 | 8 et 15 juillet 2009 | 8 et 15 juillet 2009 |
|  | 7 et 14 mai 2009    |                               |                           |                           | Defensor Sporting Club        | Defensor Sporting Club        | 0                      | 0                      |                        |                        |  |  | 25 juin et 1er juillet 2009 | 25 juin et 1er juillet 2009 | 25 juin et 1er juillet 2009 | 25 juin et 1er juillet 2009 |  |  | 8 et 15 juillet 2009 | 8 et 15 juillet 2009 | 8 et 15 juillet 2009 | 8 et 15 juillet 2009 |
|  |                     |                               | Estudiantes de La Plata   | Estudiantes de La Plata   | 1                             | 1                             |                        |                        |                        |                        |  |  | 25 juin et 1er juillet 2009 | 25 juin et 1er juillet 2009 | 25 juin et 1er juillet 2009 | 25 juin et 1er juillet 2009 |  |  | 8 et 15 juillet 2009 | 8 et 15 juillet 2009 | 8 et 15 juillet 2009 | 8 et 15 juillet 2009 |
|  | 10                  | Estudiantes de La Plata       | Estudiantes de La Plata   | Estudiantes de La Plata   | 1                             | 1                             | 3                      | 0                      |                        |                        |  |  | 25 juin et 1er juillet 2009 | 25 juin et 1er juillet 2009 | 25 juin et 1er juillet 2009 | 25 juin et 1er juillet 2009 |  |  | 8 et 15 juillet 2009 | 8 et 15 juillet 2009 | 8 et 15 juillet 2009 | 8 et 15 juillet 2009 |
|  | 10                  | Estudiantes de La Plata       | 28 mai et 17 juin 2009    |                           |                               |                               | 3                      | 0                      |                        |                        |  |  | 25 juin et 1er juillet 2009 | 25 juin et 1er juillet 2009 | 25 juin et 1er juillet 2009 | 25 juin et 1er juillet 2009 |  |  | 8 et 15 juillet 2009 | 8 et 15 juillet 2009 | 8 et 15 juillet 2009 | 8 et 15 juillet 2009 |
|  | 7                   | Club Libertad                 | 0                         | 0                         |                               |                               |                        |                        |                        |                        |  |  | 25 juin et 1er juillet 2009 | 25 juin et 1er juillet 2009 | 25 juin et 1er juillet 2009 | 25 juin et 1er juillet 2009 |  |  | 8 et 15 juillet 2009 | 8 et 15 juillet 2009 | 8 et 15 juillet 2009 | 8 et 15 juillet 2009 |
|  | 7                   | Club Libertad                 | 0                         | 0                         | Estudiantes de La Plata       | Estudiantes de La Plata       | 1                      | 2                      |                        |                        |  |  |                             |                             |                             |                             |  |  | 8 et 15 juillet 2009 | 8 et 15 juillet 2009 | 8 et 15 juillet 2009 | 8 et 15 juillet 2009 |
|  | 5 et 12 mai 2009    |                               |                           |                           | Estudiantes de La Plata       | Estudiantes de La Plata       | 1                      | 2                      |                        |                        |  |  |                             |                             |                             |                             |  |  | 8 et 15 juillet 2009 | 8 et 15 juillet 2009 | 8 et 15 juillet 2009 | 8 et 15 juillet 2009 |
|  |                     |                               | Club Nacional de Football | Club Nacional de Football | 0                             | 1                             |                        |                        |                        |                        |  |  |                             |                             |                             |                             |  |  | 8 et 15 juillet 2009 | 8 et 15 juillet 2009 | 8 et 15 juillet 2009 | 8 et 15 juillet 2009 |
|  | 14                  | SE Palmeiras t. a. b.         | Club Nacional de Football | Club Nacional de Football | 0                             | 1                             | 1                      | 0 (3)                  |                        |                        |  |  |                             |                             |                             |                             |  |  | 8 et 15 juillet 2009 | 8 et 15 juillet 2009 | 8 et 15 juillet 2009 | 8 et 15 juillet 2009 |
|  | 14                  | SE Palmeiras t. a. b.         | 24 juin et 2 juillet 2009 |                           |                               |                               | 1                      | 0 (3)                  |                        |                        |  |  |                             |                             |                             |                             |  |  | 8 et 15 juillet 2009 | 8 et 15 juillet 2009 | 8 et 15 juillet 2009 | 8 et 15 juillet 2009 |
|  | 3                   | Sport Club do Recife          | 0                         | 1 (1)                     |                               |                               |                        |                        |                        |                        |  |  |                             |                             |                             |                             |  |  | 8 et 15 juillet 2009 | 8 et 15 juillet 2009 | 8 et 15 juillet 2009 | 8 et 15 juillet 2009 |
|  | 3                   | Sport Club do Recife          | 0                         | 1 (1)                     | Sociedade Esportiva Palmeiras | Sociedade Esportiva Palmeiras | 1                      | 0                      |                        |                        |  |  |                             |                             |                             |                             |  |  | 8 et 15 juillet 2009 | 8 et 15 juillet 2009 | 8 et 15 juillet 2009 | 8 et 15 juillet 2009 |
|  |                     |                               |                           |                           | Sociedade Esportiva Palmeiras | Sociedade Esportiva Palmeiras | 1                      | 0                      |                        |                        |  |  |                             |                             |                             |                             |  |  | 8 et 15 juillet 2009 | 8 et 15 juillet 2009 | 8 et 15 juillet 2009 | 8 et 15 juillet 2009 |
|  |                     |                               | Club Nacional de Football | Club Nacional de Football | 1                             | 0E                            |                        |                        |                        |                        |  |  |                             |                             |                             |                             |  |  | 8 et 15 juillet 2009 | 8 et 15 juillet 2009 | 8 et 15 juillet 2009 | 8 et 15 juillet 2009 |
|  | 11                  | Nacional Montevideo           | Club Nacional de Football | Club Nacional de Football | 1                             | 0E                            |                        |                        |                        |                        |  |  |                             |                             |                             |                             |  |  | 8 et 15 juillet 2009 | 8 et 15 juillet 2009 | 8 et 15 juillet 2009 | 8 et 15 juillet 2009 |
|  | 11                  | Nacional Montevideo           | 27 mai et 18 juin 2009    |                           |                               |                               |                        |                        |                        |                        |  |  |                             |                             |                             |                             |  |  | 8 et 15 juillet 2009 | 8 et 15 juillet 2009 | 8 et 15 juillet 2009 | 8 et 15 juillet 2009 |
|  | 6                   | San Luis FC forfait           |                           |                           |                               |                               |                        |                        |                        |                        |  |  |                             |                             |                             |                             |  |  | 8 et 15 juillet 2009 | 8 et 15 juillet 2009 | 8 et 15 juillet 2009 | 8 et 15 juillet 2009 |
|  | 6                   | San Luis FC forfait           | Estudiantes de La Plata   | Estudiantes de La Plata   | 0                             | 2                             |                        |                        |                        |                        |  |  |                             |                             |                             |                             |  |  |                      |                      |                      |                      |
|  | 7 et 14 mai 2009    |                               | Estudiantes de La Plata   | Estudiantes de La Plata   | 0                             | 2                             |                        |                        |                        |                        |  |  |                             |                             |                             |                             |  |  |                      |                      |                      |                      |
|  |                     |                               | Cruzeiro Esporte Clube    | Cruzeiro Esporte Clube    | 0                             | 1                             |                        |                        |                        |                        |  |  |                             |                             |                             |                             |  |  |                      |                      |                      |                      |
|  | 12                  | Universidad de Chile          | Cruzeiro Esporte Clube    | Cruzeiro Esporte Clube    | 0                             | 1                             | 1                      | 0                      |                        |                        |  |  |                             |                             |                             |                             |  |  |                      |                      |                      |                      |
|  | 12                  | Universidad de Chile          |                           |                           |                               |                               |                        | 0                      |                        |                        |  |  |                             |                             |                             |                             |  |  |                      |                      |                      |                      |
|  | 5                   | Cruzeiro Esporte Clube        | 2                         | 1                         |                               |                               |                        |                        |                        |                        |  |  |                             |                             |                             |                             |  |  |                      |                      |                      |                      |
|  | 5                   | Cruzeiro Esporte Clube        | 2                         | 1                         | Cruzeiro Esporte Clube        | Cruzeiro Esporte Clube        | 2                      | 2                      |                        |                        |  |  |                             |                             |                             |                             |  |  |                      |                      |                      |                      |
|  |                     |                               |                           |                           | Cruzeiro Esporte Clube        | Cruzeiro Esporte Clube        | 2                      | 2                      |                        |                        |  |  |                             |                             |                             |                             |  |  |                      |                      |                      |                      |
|  |                     |                               | São Paulo Futebol Clube   | São Paulo Futebol Clube   | 1                             | 0                             |                        |                        |                        |                        |  |  |                             |                             |                             |                             |  |  |                      |                      |                      |                      |
|  | 13                  | São Paulo Futebol Clube       | São Paulo Futebol Clube   | São Paulo Futebol Clube   | 1                             | 0                             |                        |                        |                        |                        |  |  |                             |                             |                             |                             |  |  |                      |                      |                      |                      |
|  | 13                  | São Paulo Futebol Clube       | 27 mai et 17 juin 2009    |                           |                               |                               |                        |                        |                        |                        |  |  |                             |                             |                             |                             |  |  |                      |                      |                      |                      |
|  | 4                   | Chivas de Guadalajara forfait |                           |                           |                               |                               |                        |                        |                        |                        |  |  |                             |                             |                             |                             |  |  |                      |                      |                      |                      |
|  | 4                   | Chivas de Guadalajara forfait | Cruzeiro Esporte Clube    | Cruzeiro Esporte Clube    | 3                             | 2                             |                        |                        |                        |                        |  |  |                             |                             |                             |                             |  |  |                      |                      |                      |                      |
|  | 7 et 12 mai 2009    |                               | Cruzeiro Esporte Clube    | Cruzeiro Esporte Clube    | 3                             | 2                             |                        |                        |                        |                        |  |  |                             |                             |                             |                             |  |  |                      |                      |                      |                      |
|  |                     |                               | Grêmio FBPA               | Grêmio FBPA               | 1                             | 2                             |                        |                        |                        |                        |  |  |                             |                             |                             |                             |  |  |                      |                      |                      |                      |
|  | 9                   | Club Deportivo Cuenca         | Grêmio FBPA               | Grêmio FBPA               | 1                             | 2                             | 2                      | 0                      |                        |                        |  |  |                             |                             |                             |                             |  |  |                      |                      |                      |                      |
|  | 9                   | Club Deportivo Cuenca         |                           |                           |                               |                               |                        | 0                      |                        |                        |  |  |                             |                             |                             |                             |  |  |                      |                      |                      |                      |
|  | 8                   | Caracas Futbol Club           | 1                         | 4                         |                               |                               |                        |                        |                        |                        |  |  |                             |                             |                             |                             |  |  |                      |                      |                      |                      |
|  | 8                   | Caracas Futbol Club           | 1                         | 4                         | Caracas Futbol Club           | Caracas Futbol Club           | 1                      | 0                      |                        |                        |  |  |                             |                             |                             |                             |  |  |                      |                      |                      |                      |
|  | 6 et 13 mai 2009    |                               |                           |                           | Caracas Futbol Club           | Caracas Futbol Club           | 1                      | 0                      |                        |                        |  |  |                             |                             |                             |                             |  |  |                      |                      |                      |                      |
|  |                     |                               | Grêmio FBPA               | Grêmio FBPA               | 1                             | 0E                            |                        |                        |                        |                        |  |  |                             |                             |                             |                             |  |  |                      |                      |                      |                      |
|  | 16                  | CD Universidad San Martin     | Grêmio FBPA               | Grêmio FBPA               | 1                             | 0E                            | 1                      | 0                      |                        |                        |  |  |                             |                             |                             |                             |  |  |                      |                      |                      |                      |
|  | 16                  | CD Universidad San Martin     |                           |                           |                               |                               |                        | 0                      |                        |                        |  |  |                             |                             |                             |                             |  |  |                      |                      |                      |                      |
|  | 1                   | Grêmio FBPA                   | 3                         | 2                         |                               |                               |                        |                        |                        |                        |  |  |                             |                             |                             |                             |  |  |                      |                      |                      |                      |
|  | 1                   | Grêmio FBPA                   | 3                         | 2                         |                               |                               |                        |                        |                        |                        |  |  |                             |                             |                             |                             |  |  |                      |                      |                      |                      |
|  |                     |                               |                           |                           |                               |                               |                        |                        |                        |                        |  |  |                             |                             |                             |                             |  |  |                      |                      |                      |                      |

### Huitièmes de finale
| Équipe 1                      | Résultat      | Équipe 2                   | Aller | Retour |
| ----------------------------- | ------------- | -------------------------- | ----- | ------ |
| Defensor Sporting Club        | 3 - 2         | Club Atlético Boca Juniors | 2 - 2 | 1 - 0  |
| Estudiantes de La Plata       | 3 - 0         | Club Libertad              | 3 - 0 | 0 - 0  |
| Sociedade Esportiva Palmeiras | 1 - 1 3-1 tab | Sport Club do Recife       | 1 - 0 | 0 - 1  |
| Universidad de Chile          | 1 - 3         | Cruzeiro Esporte Clube     | 1 - 2 | 0 - 1  |
| Club Deportivo Cuenca         | 2 - 5         | Caracas Futbol Club        | 2 - 1 | 0 - 4  |
| CD Universidad San Martin     | 1 - 5         | Grêmio FBPA                | 1 - 3 | 0 - 2  |

### Quarts de finale
| Équipe 1                      | Résultat | Équipe 2                  | Aller | Retour |
| ----------------------------- | -------- | ------------------------- | ----- | ------ |
| Defensor Sporting Club        | 0 - 2    | Estudiantes de La Plata   | 0 - 1 | 0 - 1  |
| Sociedade Esportiva Palmeiras | 1 - 1e   | Club Nacional de Football | 1 - 1 | 0 - 0  |
| Cruzeiro Esporte Clube        | 4 - 1    | São Paulo Futebol Clube   | 2 - 1 | 2 - 0  |
| Caracas Futbol Club           | 1 - 1    | Grêmio FBPA               | 1 - 1 | 0 - 0  |

### Demi-finales
| Équipe 1                | Résultat | Équipe 2                  | Aller | Retour |
| ----------------------- | -------- | ------------------------- | ----- | ------ |
| Estudiantes de La Plata | 3 - 1    | Club Nacional de Football | 1 - 0 | 2 - 1  |
| Cruzeiro Esporte Clube  | 5 - 3    | Grêmio FBPA               | 3 - 1 | 2 - 2  |

### Finale
| 8 juillet 2009 | Estudiantes de La Plata | 0 - 0 | Cruzeiro Esporte Clube | Stade Ciudad de La Plata, La Plata               |
|                |                         |       |                        | Spectateurs : 50 000 Arbitrage : Jorge Larrionda |

| 15 juillet 2009 | Cruzeiro Esporte Clube | 1 - 2 | Estudiantes de La Plata     | Mineirão, Belo Horizonte                        |                                                 |
|                 | Henrique 52e           |       | 57e Fernández · 73e Boselli | Spectateurs : 70 000 Arbitrage : Carlos Chandía | Spectateurs : 70 000 Arbitrage : Carlos Chandía |

| Vainqueur de la Copa Libertadores 2009  |
| --------------------------------------- |
| Estudiantes de La Plata Quatrième titre |

## Meilleurs buteurs
L'attaquant argentin de l'Estudiantes de La Plata Mauro Boselli est le meilleur buteur de la Copa Libertadores 2009 avec huit buts.
| Rang              | Joueur                     | Club                    | Buts |
| ----------------- | -------------------------- | ----------------------- | ---- |
| Médaille d'or     | Mauro Boselli              | Estudiantes de La Plata | 8    |
| Médaille d'argent | Jorge Daniel Núñez         | Nacional Asunción       | 7    |
| Médaille d'argent | Rodrigo Teixeira           | Deportivo Cuenca        | 7    |
| 4                 | Keirrison                  | SE Palmeiras            | 6    |
| 4                 | Willamis Souza             | Grêmio Porto Alegre     | 6    |
| 6                 | Humberlito Borges Teixeira | São Paulo FC            | 5    |
| 6                 | Darío Figueroa             | Caracas FC              | 5    |
| 6                 | Rodrigo Palacio            | CA Boca Juniors         | 5    |
| 6                 | Martín Palermo             | CA Boca Juniors         | 5    |
| 6                 | Wellington Paulista        | Cruzeiro EC             | 5    |